# Abacetus atroirideus
Abacetus atroirideus es una especie de escarabajo terrestre de la subfamilia Pterosticinae.  Fue descrito por Straneo en 1959 y se encuentra en laRepública Democrática del Congo, Etiopía y Ruanda. 